# Paúl Cetré
Paúl Cetré (Esmeraldas, Provincia de Esmeraldas, Ecuador, 7 de enero de 1991) es un futbolista ecuatoriano. Juega de lateral izquierdo o defensa central.

## Trayectoria
Paul Cetre, a los 8 años tuvo que dejar su tierra natal para viajar a Guayaquil junto a su padre. Al llegar a la ciudad se metió a jugar en la escuela Pajarito Cantos. Allí su profesor fue Rolando Sinisterra quien  a los 11 años lo llevó a Emelec. Con el equipo guayaquileño fue campeón tres veces en las divisiones menores.
En el 2010 con la llegada del nuevo técnico del primer plantel de Emelec, el argentino Jorge Sampaoli, fue subido al primer equipo junto con otros jóvenes. Debutó con el primer equipo el 18 de febrero en el Estadio Capwell ante el Manta FC.
Posteriormente juega en clubes como Pilahuin Tío SC, Fedeguayas, Guayaquil SC y Unibolívar.